# مجموعة المتحف الوطني (لندن)

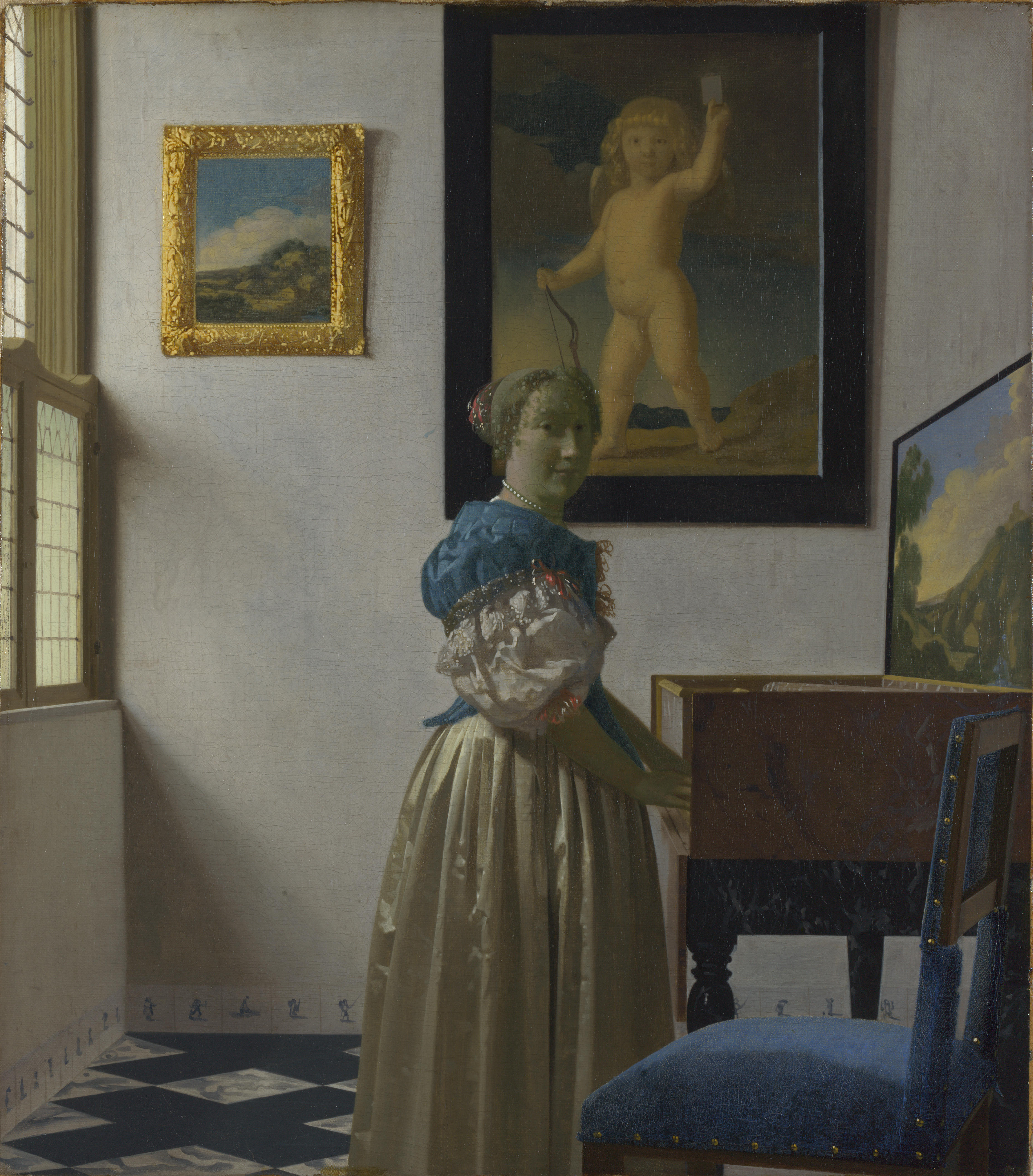
يوهانس فيرمير ، سيدة واقفة في عذراء (1670-1672).

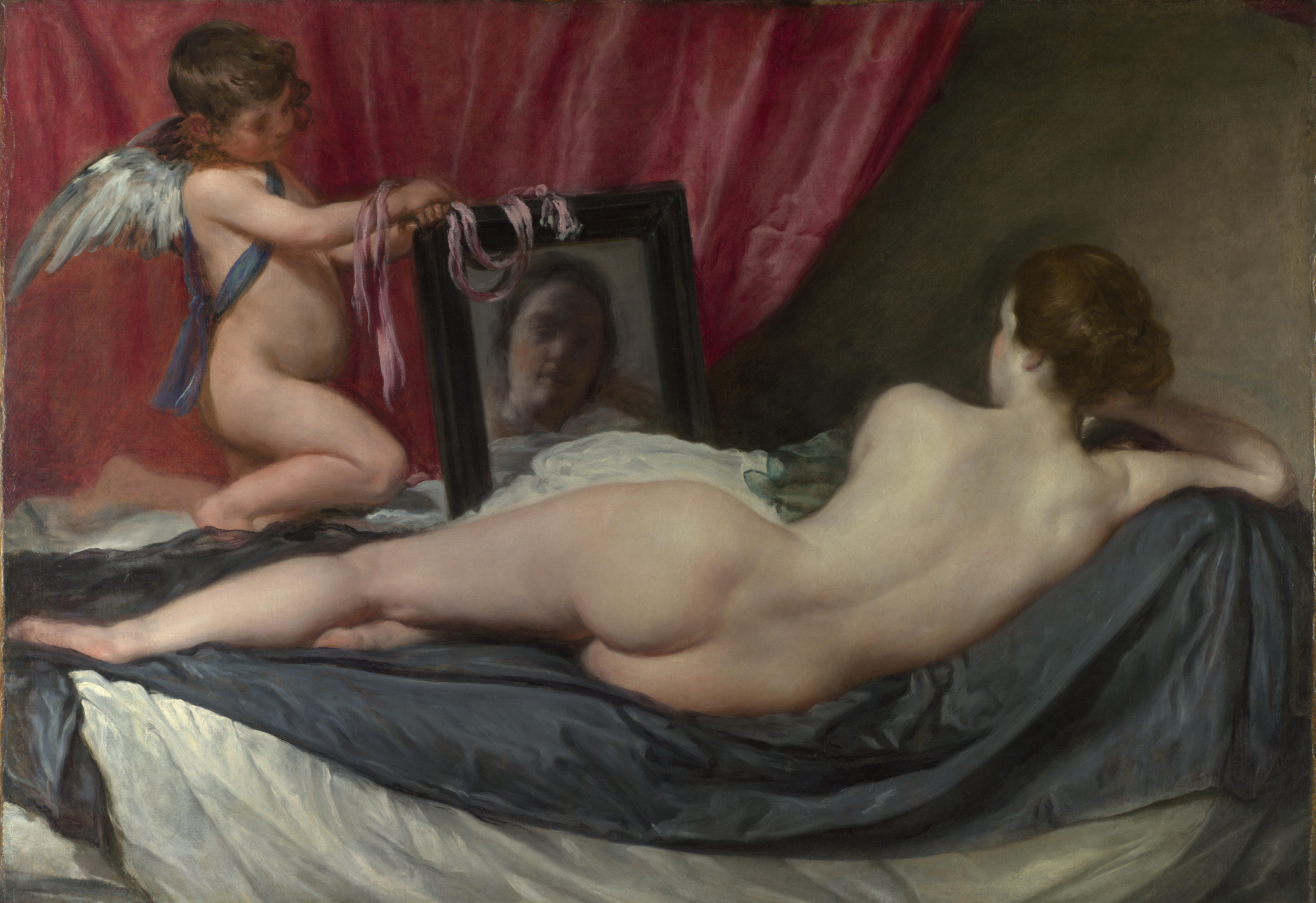
دييغو فيلاسكيز ، روكبي فينوس (1647–51).

المعرض الوطني هو المعرض الفني العام الوطني البريطاني الرئيسي ويقع في ميدان ترفلغار في وسط لندن فهي موطن لواحدة من أعظم مجموعات اللوحات الأوروبية الغربية في العالم. تأسست عام 1824 بعد شراء أولي لـستةوثلاثين لوحة من قبل الحكومة البريطانية وقد نمت مجموعاتها منذ ذلك الحين إلى حوالي ألفين وثلاث مئة لوحة لحوالي سبع مئةوخمسين فنانًا يعود تاريخها إلى منتصف القرن الثالث عشر حتى عام 1900، ومعظمها معروض. تسرد هذه الصفحة بعض النقاط البارزة في المجموعة

## روابط خارجية
- الموقع الرسمي

قالب:London museums